# Solieria obscuripes
Solieria obscuripes är en tvåvingeart som beskrevs av Robineau-desvoidy 1863. Solieria obscuripes ingår i släktet Solieria och familjen parasitflugor.
Artens utbredningsområde är Frankrike. Inga underarter finns listade i Catalogue of Life.